# Локомотив (палац спорту, Харків)
Палац спорту «Локомотив» імені Г. М. Кірпи — спортивна споруда закритого типу на 2199 місць у Харкові, яку використовують для проведення різних спортивних заходів (з волейболу, міні-футболу, баскетболу, гандболу тощо), виставок, виступів зірок естради та інших масових заходів.

## Історія
Будівництво було розпочато 14 грудня 2003 року з ініціативи Харківського управління  Південної залізниці. Вартість будівельних робіт склала близько 50 млн. ₴. У будівництві було задіяно близько 700 людей, в основному фахівців з залізниці. Обсяг будівельних робіт склав 123 тис. м²
Відкриття палацу спорту «Локомотив» відбулося 23 серпня 2004 року в річницю 350-річчя міста Харкова.

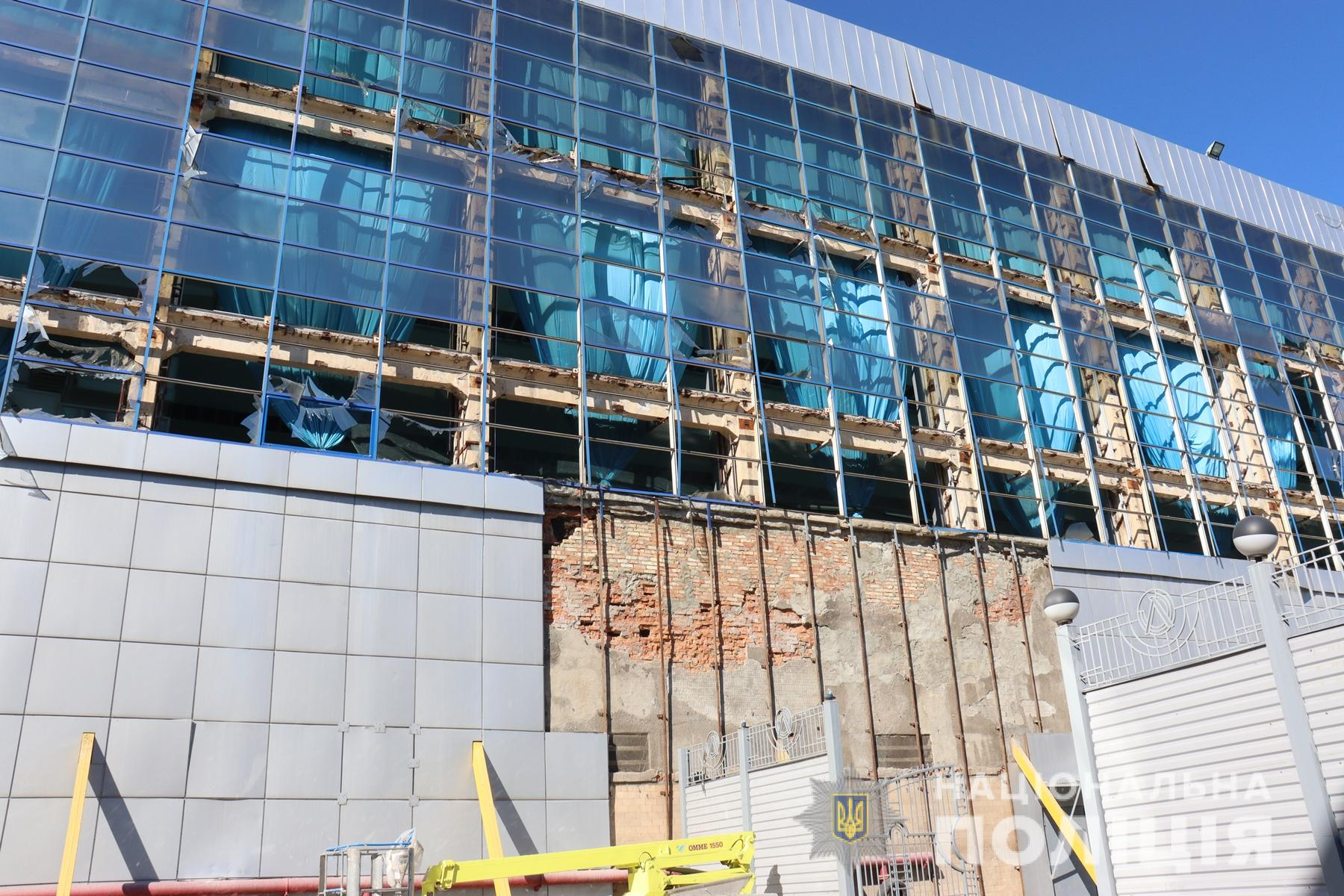
Після російського обстрілу 2022 року

В ніч на 2 вересня 2022 року спорткомплекс був пошкоджений російськими ракетами С-300. Пізніше був відновленний

## Опис
Палац спорту «Локомотив» розрахований на підготовку і проведення ігор харківської волейбольної команди «Локомотив». В комплекс увійшов зал на 5000 місць, готель, розрахований на прийом двох волейбольних команд, ресторани і душові. Покриття підлоги у залі влаштовано таким чином, що його можна змінювати в залежності від виду спорту, з якого проходять змагання. Одна з трибун може бути прибрана, якщо не очікується велика кількість глядачів. Палац обладнаний коментаторськими кабінами, місцями для кінокамер, продумано освітлення, схема якого розроблена харківськими фірмами. Для водопостачання палацу пробурена свердловина. З розташованим поруч басейном палац «Локомотив» з'єднаний підземним переходом.

## Основні технічні показники
- Об'єм споруди — понад 16 000 м³;
- Габарити споруди — 103×80 м;
- Висота ігрового залу 16 м;
- Кількість посадкових місць — 2199;
- Покриття підлоги ігрового залу — змінне;
- Кількість поверхів — 4.

## Присвоєння палацу спорту імені Г.М.Кірпи
У липні 2006 р. спортивному комплексу «Локомотив» було присвоєно ім'я убитого колишнього міністра транспорту та зв'язку України і генерального директора «Українських залізниць», почесного громадянина міста Харкова, Героя України Георгія Кірпи. Рішення про це було прийнято 25 липня 2006 р. на засіданні сесії харківської міської ради з ініціативи мера Харкова Михайла Добкіна.